# Paola Pérez (Leichtathletin)
Paola Bibiana Pérez Saquipay (* 21. Dezember 1989 in Cuenca) ist eine ecuadorianische Geherin.

## Sportliche Laufbahn
Paola Pérez nahm im Jahr 2006 an ihren ersten nationalen Meisterschaften als Geherin teil und konnte in der Altersklasse U18 Silber und in der Altersklasse U20 Bronze gewinnen. 2009 bestritt sie ihre ersten nationalen Meisterschaften bei den Erwachsenen und wurde Vierte über 10.000 Meter. Ende Februar bestritt sie ihren ersten Wettkampf über 20 km und gewann in 1:49:58 h Bronze bei den nationalen Meisterschaften. 2010 wurde Pérez erstmals Ecuadorianische Meisterin im Gehen und nahm zudem im März an ihren ersten internationalen Meisterschaften teil und belegte bei den Südamerikanischen Geher-Meisterschaften den achten Platz über 20 km. Zwei Wochen später trat sie in Kolumbien bei den U23-Südamerikameisterschaften teil und konnte die Bronzemedaille über 20.000 Meter auf der Bahn gewinnen. 2011 trat sie im Juni zum ersten Mal bei den Südamerikameisterschaften an, wurde im Laufe des Wettkampfes allerdings disqualifiziert. Später im Oktober nahm sie, ebenfalls zum ersten Mal, an den Panamerikanischen Spielen in Mexiko teil. Dort wurde sie allerdings ebenfalls disqualifiziert. 2021 stellte Pérez im April in Polen mit 1:32:01 h eine neue Bestzeit über 20 km auf und qualifizierte sich damit für ihre ersten Olympischen Sommerspiele. Bei ihrer Olympiapremiere in London erreichte sie nach 1:37:05 h auf dem 47. Platz das Ziel.
2013 trat Pérez im Sommer bei der Universiade in Kasan an und belegte über 20 km den sechsten Platz. Im August feierte sie nach ihrem Olympiadebüt auch ihre Premiere bei den Weltmeisterschaften. In Moskau belegte sie den 25. Platz. 2014 trat sie im März bei den Südamerikaspiele in Chile an und verpasste als Vierte nur knapp die Medaillenränge über 20.000 Meter auf der Bahn. Ein Jahr später trat sie erneut bei den Panamerikanischen Spielen an. Nach der Disqualifikation bei den Spielen 2011 in Mexiko, konnte sie in diesmal in Toronto die Bronzemedaille gewinnen. Ende August nahm sie in Peking zum zweiten Mal an den Weltmeisterschaften teil und steigerte sich, nach Platz 25 im Jahr 2013, auf den 16. Platz. 2016 trat Pérez bei ihren zweiten Olympischen Sommerspielen an und landete in Rio de Janeiro auf dem 24. Platz. 2017 stellte Pérez im April in ihrer Heimat mit 1:29:06 h ihre persönliche Bestzeit über 20 km auf. Im Juni startete sie zum zweiten Mal bei den Südamerikameisterschaften. Mit dem Titelgewinn bei den Meisterschaften in Paraguay feierte sie ihren größten sportlichen Erfolg. Zwei Monate später trat sie bei den Weltmeisterschaften in London an und erreichte auf dem 13. Platz über 20 km das Ziel.
2018 bestritt Pérez im Mai bei den Geher-Teamweltmeisterschaften in China erstmals einen Wettkampf über die 50-km-Distanz. In 4:12:56 h beendete sie den Einzelwettkampf als Vierte. Fortan legte sie verstärkt den Fokus auf die längeren Distanzen. Anfang Juni nahm sie in Bolivien an ihren zweiten Südamerikaspielen teil, wurde allerdings, wie schon 2014, erneut Vierte. 2019 nahm sie in Lima zum dritten Mal an den Panamerikanischen Spielen teil und konnte über 50 km erneut die Bronzemedaille gewinnen. Über diese Distanz ging sie Ende September auch bei den Weltmeisterschaften in Doha an den Start. Dort erreichte sie als Neunte das Ziel und erzielte damit ihr bestes WM-Resultat. 2021 nahm Pérez zum dritten Mal an den Olympischen Sommerspielen teil und belegte über 20 km in 1:31:26 h den neunten Platz. Anfang Februar 2022 stellte Pérez bei ihrem Sieg bei den Südamerikanischen Geher-Meisterschaften über die junge 35-km-Langdistanz in 2:48:27 h einen neuen Südamerikarekord auf. Im Sommer trat sie bei den Weltmeisterschaften in den USA im Wettkampf über jene erstmals zu absolvierende 35-km-Distanz an. Sie belegte insgesamt den 16. Platz.

## Wichtige Wettbewerbe
| Jahr                | Veranstaltung                 | Ort                 | Platz               | Disziplin           | Zeit                |
| Startet für Ecuador | Startet für Ecuador           | Startet für Ecuador | Startet für Ecuador | Startet für Ecuador | Startet für Ecuador |
| ------------------- | ----------------------------- | ------------------- | ------------------- | ------------------- | ------------------- |
| 2010                | U23-Südamerikameisterschaften | Medellín            | 3.                  | 20.000 m Bahngehen  | 1:47:09 h           |
| 2011                | Südamerikameisterschaften     | Buenos Aires        |                     | 20.000 m Bahngehen  | DSQ                 |
| 2011                | Panamerikanische Spiele       | Guadalajara         |                     | 20 km Gehen         | DSQ                 |
| 2012                | Olympische Sommerspiele       | London              | 47.                 | 20 km Gehen         | 1:37:05 h           |
| 2013                | Universiade                   | Kasan               | 6.                  | 20 km Gehen         | 1:33:40 h           |
| 2013                | Weltmeisterschaften           | Moskau              | 25.                 | 20 km Gehen         | 1:33:03 h           |
| 2014                | Südamerikaspiele              | Santiago de Chile   | 4.                  | 20.000 m Bahngehen  | 1:41:01 h           |
| 2015                | Panamerikanische Spiele       | Toronto             | 3.                  | 20 km Gehen         | 1:31:53 h           |
| 2015                | Weltmeisterschaften           | Peking              | 16.                 | 20 km Gehen         | 1:32:12 h           |
| 2016                | Olympische Sommerspiele       | Rio de Janeiro      | 24.                 | 20 km Gehen         | 1:33:53 h           |
| 2017                | Südamerikameisterschaften     | Asunción            | 1.                  | 20.000 m Bahngehen  | 1:32:26 h           |
| 2017                | Weltmeisterschaften           | London              | 13.                 | 20 km Gehen         | 1:30:09 h           |
| 2018                | Südamerikaspiele              | Cochabamba          | 4.                  | 20 km Gehen         | 1:38:08 h           |
| 2019                | Panamerikanische Spiele       | Lima                | 3.                  | 50 km Gehen         | 4:16:54 h           |
| 2019                | Weltmeisterschaften           | Doha                | 9.                  | 50 km Gehen         | 4:38:54 h           |
| 2021                | Olympische Sommerspiele       | Tokio               | 9.                  | 20 km Gehen         | 1:31:26 h           |
| 2022                | Weltmeisterschaften           | Eugene              | 16.                 | 35-km-Gehen         | 2:54:15 h           |

## Persönliche Bestleistungen
- 5000-m-Bahngehen: 23:23,30 min, 20. November 2016, Cuenca
- 10.000-m-Bahngehen: 44:51,97 min, 18. April 2021, Guayaquil
- 20 km Gehen: 1:29:06 h, 15. April 2017, Sucúa
- 35 km Gehen: 2:48:27 h, 6. Februar 2022, Lima, (Südamerikarekord)
- 50 km Gehen: 4:12:56 h, 5. Mai 2018, Taicang